# 1993年
1993年（1993 ねん）は、西暦（グレゴリオ暦）による、金曜日から始まる平年。平成5年。
この項目では、国際的な視点に基づいた1993年について記載する。

## 他の紀年法
- 干支：癸酉（みずのと とり）
- 日本（月日は一致）
  - 平成5年
  - 皇紀2653年
- 大韓民国（月日は一致）
  - 檀紀4326年
- 中華民国（月日は一致）
  - 中華民国82年
- 朝鮮民主主義人民共和国（月日は一致）
  - 主体82年
- 仏滅紀元：2535年 - 2536年
- イスラム暦：1413年7月7日 - 1414年7月17日
- ユダヤ暦：5753年4月8日 - 5754年4月17日
- UNIX時間：725846400 - 757382399
- 修正ユリウス日 (MJD)：48988 - 49352
- リリウス日 (LD)：149829 - 150193

※主体暦は、朝鮮民主主義人民共和国で1997年に制定された。

## カレンダー
| 1月 |    |    |    |    |    |    |
| 日  | 月 | 火 | 水 | 木 | 金 | 土 |
|     |    |    |    |    | 1  | 2  |
| 3   | 4  | 5  | 6  | 7  | 8  | 9  |
| 10  | 11 | 12 | 13 | 14 | 15 | 16 |
| 17  | 18 | 19 | 20 | 21 | 22 | 23 |
| 24  | 25 | 26 | 27 | 28 | 29 | 30 |
| 31  |    |    |    |    |    |    |
|     |    |    |    |    |    |    |

| 2月 |    |    |    |    |    |    |
| 日  | 月 | 火 | 水 | 木 | 金 | 土 |
|     | 1  | 2  | 3  | 4  | 5  | 6  |
| 7   | 8  | 9  | 10 | 11 | 12 | 13 |
| 14  | 15 | 16 | 17 | 18 | 19 | 20 |
| 21  | 22 | 23 | 24 | 25 | 26 | 27 |
| 28  |    |    |    |    |    |    |
|     |    |    |    |    |    |    |

| 3月 |    |    |    |    |    |    |
| 日  | 月 | 火 | 水 | 木 | 金 | 土 |
|     | 1  | 2  | 3  | 4  | 5  | 6  |
| 7   | 8  | 9  | 10 | 11 | 12 | 13 |
| 14  | 15 | 16 | 17 | 18 | 19 | 20 |
| 21  | 22 | 23 | 24 | 25 | 26 | 27 |
| 28  | 29 | 30 | 31 |    |    |    |
|     |    |    |    |    |    |    |

| 4月 |    |    |    |    |    |    |
| 日  | 月 | 火 | 水 | 木 | 金 | 土 |
|     |    |    |    | 1  | 2  | 3  |
| 4   | 5  | 6  | 7  | 8  | 9  | 10 |
| 11  | 12 | 13 | 14 | 15 | 16 | 17 |
| 18  | 19 | 20 | 21 | 22 | 23 | 24 |
| 25  | 26 | 27 | 28 | 29 | 30 |    |
|     |    |    |    |    |    |    |

| 5月 |    |    |    |    |    |    |
| 日  | 月 | 火 | 水 | 木 | 金 | 土 |
|     |    |    |    |    |    | 1  |
| 2   | 3  | 4  | 5  | 6  | 7  | 8  |
| 9   | 10 | 11 | 12 | 13 | 14 | 15 |
| 16  | 17 | 18 | 19 | 20 | 21 | 22 |
| 23  | 24 | 25 | 26 | 27 | 28 | 29 |
| 30  | 31 |    |    |    |    |    |
|     |    |    |    |    |    |    |

| 6月 |    |    |    |    |    |    |
| 日  | 月 | 火 | 水 | 木 | 金 | 土 |
|     |    | 1  | 2  | 3  | 4  | 5  |
| 6   | 7  | 8  | 9  | 10 | 11 | 12 |
| 13  | 14 | 15 | 16 | 17 | 18 | 19 |
| 20  | 21 | 22 | 23 | 24 | 25 | 26 |
| 27  | 28 | 29 | 30 |    |    |    |
|     |    |    |    |    |    |    |

| 7月 |    |    |    |    |    |    |
| 日  | 月 | 火 | 水 | 木 | 金 | 土 |
|     |    |    |    | 1  | 2  | 3  |
| 4   | 5  | 6  | 7  | 8  | 9  | 10 |
| 11  | 12 | 13 | 14 | 15 | 16 | 17 |
| 18  | 19 | 20 | 21 | 22 | 23 | 24 |
| 25  | 26 | 27 | 28 | 29 | 30 | 31 |
|     |    |    |    |    |    |    |

| 8月 |    |    |    |    |    |    |
| 日  | 月 | 火 | 水 | 木 | 金 | 土 |
| 1   | 2  | 3  | 4  | 5  | 6  | 7  |
| 8   | 9  | 10 | 11 | 12 | 13 | 14 |
| 15  | 16 | 17 | 18 | 19 | 20 | 21 |
| 22  | 23 | 24 | 25 | 26 | 27 | 28 |
| 29  | 30 | 31 |    |    |    |    |
|     |    |    |    |    |    |    |

| 9月 |    |    |    |    |    |    |
| 日  | 月 | 火 | 水 | 木 | 金 | 土 |
|     |    |    | 1  | 2  | 3  | 4  |
| 5   | 6  | 7  | 8  | 9  | 10 | 11 |
| 12  | 13 | 14 | 15 | 16 | 17 | 18 |
| 19  | 20 | 21 | 22 | 23 | 24 | 25 |
| 26  | 27 | 28 | 29 | 30 |    |    |
|     |    |    |    |    |    |    |

| 10月 |    |    |    |    |    |    |
| 日   | 月 | 火 | 水 | 木 | 金 | 土 |
|      |    |    |    |    | 1  | 2  |
| 3    | 4  | 5  | 6  | 7  | 8  | 9  |
| 10   | 11 | 12 | 13 | 14 | 15 | 16 |
| 17   | 18 | 19 | 20 | 21 | 22 | 23 |
| 24   | 25 | 26 | 27 | 28 | 29 | 30 |
| 31   |    |    |    |    |    |    |
|      |    |    |    |    |    |    |

| 11月 |    |    |    |    |    |    |
| 日   | 月 | 火 | 水 | 木 | 金 | 土 |
|      | 1  | 2  | 3  | 4  | 5  | 6  |
| 7    | 8  | 9  | 10 | 11 | 12 | 13 |
| 14   | 15 | 16 | 17 | 18 | 19 | 20 |
| 21   | 22 | 23 | 24 | 25 | 26 | 27 |
| 28   | 29 | 30 |    |    |    |    |
|      |    |    |    |    |    |    |

| 12月 |    |    |    |    |    |    |
| 日   | 月 | 火 | 水 | 木 | 金 | 土 |
|      |    |    | 1  | 2  | 3  | 4  |
| 5    | 6  | 7  | 8  | 9  | 10 | 11 |
| 12   | 13 | 14 | 15 | 16 | 17 | 18 |
| 19   | 20 | 21 | 22 | 23 | 24 | 25 |
| 26   | 27 | 28 | 29 | 30 | 31 |    |
|      |    |    |    |    |    |    |

## できごと

### 1月
- 1月1日
  - 欧州経済共同体 (EEC) に加盟する12か国による単一市場が設置される。
  - チェコスロバキアが連邦を解消。チェコとスロバキアに分離。
- 1月3日 - ジョージ・H・W・ブッシュ米国大統領とボリス・エリツィン露大統領、第二次戦略兵器削減条約 (START II) に調印。
- 1月8日 - 永住外国人の指紋押なつ義務を廃止する改正外国人登録法施行[1]。
- 1月13日 - 米英仏軍、イラクのミサイル基地爆撃。
- 1月19日 - 台湾第二南北高速道路フォルモサ高速公路の北二高區間中和IC〜三鶯IC開通。
- 1月20日 - ビル・クリントン、アメリカ合衆国大統領に就任。

### 2月
- 2月12日 - ジェームス・バルガー事件
- 2月15日 - JR東日本で209系電車がデビュー。
- 2月26日 - 世界貿易センター爆破事件

### 3月
- 3月6日 - 荻原健司、FISワールドカップリベレツ大会で優勝し、日本人初の個人総合優勝。
- 3月27日 - 江沢民が中国共産党総書記・国家主席に就任。

### 4月
- 4月8日 - カンボジアで選挙監視活動中に、国連ボランティア (UNV) 中田厚仁が射殺される。
- 4月27日 - ガボン航空惨事

※この月に日本プロサッカーリーグ（Jリーグ）の制度（Jリーグ規約）が施行。

### 5月
- 5月4日 - カンボジアPKO襲撃事件。カンボジア北西部バンテイメンチェイ州アンピル村に駐在していた国連カンボジア暫定統治機構 (UNTAC) の日本人文民警察官5人が、車両6台編成で国道691号をオランダ部隊の護衛を受けながら移動中に武装集団に襲われ、岡山県警察の警部補が殉職、4人が重軽傷を負った。
- 5月5日 - ウェスト・メンフィス3
- 5月15日 - 「サントリーシリーズ」の開幕により、初リーグ戦開始（1993年Jリーグ開幕節を参照）[2]。
- 5月24日 - エリトリアのエチオピアからの独立が国連に承認される。
- 5月29日 - 北朝鮮がノドン1号を試射。

### 6月
- 6月9日 - 皇太子徳仁親王と小和田雅子の結婚の儀が行われた。
- 6月24日 - ウォン・カークイが『ウッチャンナンチャンのやるならやらねば!』（フジテレビ）の収録中に転落事故。6日後に死亡。

### 7月
- 7月7日 - 第19回先進国首脳会議（サミット）が東京都港区の赤坂迎賓館で開幕、7月9日まで。
- 7月12日 - 北海道南西沖地震が発生し、奥尻島に巨大津波が到達。
- 7月23日 - カンデラリア教会虐殺事件：リオデジャネイロのカンデラリア教会で、警察官を含むグループに8人のストリートチルドレンが射殺される。

### 8月
- 8月5日 - 阪和銀行副頭取射殺事件（未解決）
- 8月7日 - avex rave '93（a-nationの前身イベント）が東京ドームで開催。5万人規模の屋内ディスコイベント。
- 8月9日 - 7月に行われた第40回衆議院議員総選挙の結果を受け、細川連立内閣が誕生し55年体制が崩壊。
- 8月10日 - オスロでユーロニモスがヴァルグ・ヴィーケネスに刺殺される。
- 8月13日 - イスラエル・PLO間でオスロ合意調印。
- 8月26日 - レインボーブリッジが開通・開業。

### 9月
- 9月13日 - 1993年ノルウェー議会選挙：労働党が複数の議席を獲得し、グロハム・ブルントランド首相が退任する。
- 9月19日 - 1993年ポーランド議会選挙：ワルデマル・パウラクが率いる民主左翼連合とポーランド人民党の連立が始まる。
- 9月24日 - 北米で コンピュータゲーム『MYST』発売。
- 9月27日 - アブハジア戦争 – スクムウの陥落：エドゥアルド・シェヴァルドナゼが、ロシアの受動的な共謀を告発する。

### 10月
- 10月3日
  - モスクワで反エリツィン派が市街戦（モスクワ騒乱事件）
  - ソマリアでモガディシュの戦闘が発生。
- 10月11日 - エリツィンロシア連邦大統領が日本を訪問。
- 10月17日 - ネルソン・マンデラとフレデリック・ウィレム・デクラークにノーベル平和賞。
- 10月25日 - カナダ議会の総選挙（下院）で野党・カナダ自由党が圧勝、与党・カナダ進歩保守党は169議席から2議席に転落する大敗北を喫した。

### 11月
- 11月1日 - マーストリヒト条約の発効により欧州連合が発足する。
- 11月4日 - ジェームソン・ムビリニ・ドラミニがスワジランドの首相に就任。
- 11月23日 -  謝罪決議（英語版）

### 12月
- 12月2日 - コロンビアでメデジン・カルテル最高幹部パブロ・エスコバルが治安部隊により射殺。
- 12月14日 - 日本政府は各国からの米輸入を決定（1993年米騒動）。
- 12月10日 - 北米で コンピュータゲーム『DOOM』発売。

## 芸術・文化・ファッション

### スポーツ
野球
モータースポーツ
- F1世界選手権
  - ドライバーズチャンピオン アラン・プロスト（ウィリアムズ・ルノー）
  - コンストラクターズチャンピオン ウィリアムズ・ルノー
- CARTワールドシリーズ ナイジェル・マンセル
- ロードレース世界選手権
  - 500cc ケビン・シュワンツ
  - 250cc 原田哲也
- スーパーバイク世界選手権 スコット・ラッセル

米国バスケットボール (NBA)
- マイケル・ジョーダン率いるシカゴ・ブルズが、フェニックス・サンズをたおし、このシーズンを制する。

### 映画
- ジュラシック・パーク 監督スティーヴン・スピルバーグ
- ナイトメアー・ビフォア・クリスマス 監督ヘンリー・セリック
- バットマン/マスク・オブ・ファンタズム 監督 エリック・ラドムスキ/ブルース・W・ティム
- 恐竜大行進 監督ディック・ゾンダグ/ラルフ・ゾンダグ/フィル・ニベリンク/サイモン・ウェルズ
- さらば、わが愛/覇王別姫
- ギルバート・グレイプ

### 文学
- ベストセラー
  - ロバート・ジェームズ・ウォラー『マディソン郡の橋』

## 誕生

### 1月
- 1月1日 - ジョン・フラナガン、サッカー選手
- 1月2日 - マルセル・シュロッター、オートバイレーサー
- 1月3日 - 陳斯亜、タレント
- 1月4日 - スコット・レディング、オートバイレーサー
- 1月5日 - フランツ・ドラメー、俳優
- 1月7日 - 粗品（霜降り明星）、お笑いタレント
- 1月7日 - 中務裕太、ダンサー (GENERATIONS from EXILE TRIBE)
- 1月8日 - オニール八菜、バレエダンサー
- 1月9日 - レオナルド・ウルヘエス、プロ野球選手
- 1月11日 - 朴廷桓、囲碁棋士
- 1月11日 - リュボーフィ・バキロワ、フィギュアスケート選手
- 1月12日 - アイリス・ウー、シンガーソングライター
- 1月12日 - 稲葉友、俳優
- 1月12日 - ゼイン・マリク、ワン・ダイレクション
- 1月14日 - ドビーダス・ネバラスカス - プロ野球選手
- 1月14日 - マリヤ・クチナ、陸上競技選手
- 1月15日 - 吉岡里帆、女優、グラビアアイドル
- 1月17日 - 張悦、フィギュアスケート選手
- 1月19日 - ガス・ルイス、俳優
- 1月19日 - 久野美咲、声優
- 1月22日 - シーラ・ヴィルナー、フィギュアスケート選手
- 1月22日 - 松浦匡希、ミュージシャン
- 1月23日 - アンドレイ・ロゴジン、フィギュアスケート選手
- 1月26日 - キャメロン・ブライト、俳優
- 1月26日 - ビルヂェ・アタベイ、フィギュアスケート選手
- 1月28日 - ウィル・ポールター、俳優
- 1月28日 - ベラ・バザロワ、フィギュアスケート選手
- 1月29日 - きゃりーぱみゅぱみゅ、歌手、ファッションモデル
- 1月30日 - 千賀滉大、プロ野球選手
- 1月31日 - ジェシカ・ローズ・ペイシュ、フィギュアスケート選手

### 2月
- 2月2日 - 清原翔、俳優、ファッションモデル
- 2月4日 - 本泉莉奈、声優
- 2月6日 - ティナーシェ、歌手、ソングライター、女優
- 2月7日 - デヴィッド・ドーフマン、俳優
- 2月7日 - 仲野太賀、俳優
- 2月8日 - 水野絵梨奈、ダンサー、女優（元Flower、元E-girls）
- 2月9日 - 遠藤航、サッカー選手
- 2月10日 - マックス・ケプラー、メジャーリーガー
- 2月10日 - 劉兆芝、フィギュアスケート選手
- 2月13日 - 有村架純、女優
- 2月14日 - ジャデベオン・クラウニー、アメリカンフットボール選手
- 2月14日 - はじめしゃちょー、YouTuber
- 2月17日 - マルク・マルケス、オートバイレーサー
- 2月19日 - ヴィクトリア・ジャスティス、女優、歌手
- 2月19日 - マウロ・イカルディ、サッカー選手
- 2月21日 - 菅田将暉、俳優
- 2月22日 - 李昱鴻、プロ野球選手
- 2月23日 - 石川佳純、卓球選手
- 2月24日 - 宋相勲、プロ野球選手

### 3月
- 3月1日 - ジョシュ・マクイクラン、サッカー選手
- 3月2日 - ホセ・アドリス・ガルシア、プロ野球選手
- 3月9日 - ザカリア・ラビアド、サッカー選手
- 3月9日 - SUGA、アイドル、音楽プロデューサー（BTS (防弾少年団)）
- 3月10日 - アナイー・モラン、フィギュアスケート選手
- 3月15日 - ポール・ポグバ、プロサッカー選手
- 3月16日 - 大倉士門、ファッションモデル
- 3月17日 - クマ・エルハジ・ババカル、サッカー選手
- 3月17日 - ジュリア・ウィンター、女優
- 3月18日 - 岩渕真奈、サッカー選手
- 3月18日 - ケリー・ホール、フィギュアスケート選手
- 3月21日 - ヨニコ・エヴァ・ワシントン、フィギュアスケート選手
- 3月24日 - 竜星涼、ファッションモデル、俳優
- 3月25日 - 宮舘涼太、アイドル、俳優 (Snow Man)
- 3月26日 - シャーロット・リヒトマン、アイスダンス選手
- 3月28日 - 森谷佳奈、山陰放送アナウンサー
- 3月29日 - ホルヘ・マルティネス、プロ野球選手
- 3月31日 - コナー・ウィッカム、サッカー選手

### 4月
- 4月1日 - 岡本圭人、元アイドル、俳優（元Hey! Say! JUMP）
- 4月2日 - 嘉大雅、琉球放送アナウンサー
- 4月2日 - ラファエル・ポロ、プロ野球選手
- 4月3日 - 武田翔太、プロ野球選手(福岡ソフトバンクホークス)
- 4月4日 - ダニエラ・ボバディーヤ、女優
- 4月7日 - イリーナ・シュトルク、アイスダンス選手
- 4月10日 - 井上尚弥、ボクシング選手
- 4月10日 - ソフィア・カーソン、女優
- 4月15日 - 安田レイ、歌手
- 4月16日 - キーオン・ケラ、メジャーリーガー
- 4月19日 - セバスチャン・デ・ソウザ、俳優
- 4月19日 - マッテオ・マナセロ、プロゴルファー
- 4月21日 - チェルシー・リー、フィギュアスケート選手
- 4月23日 - にしくん、AV男優
- 4月25日 - ガブリェラ・チェルマノヴァー、フィギュアスケート選手
- 4月25日 - ラファエル・ヴァラーヌ、サッカー選手
- 4月26日 - 竹内涼真、俳優、ファッションモデル

### 5月
- 5月1日 - 谷口理、お笑い芸人（フースーヤ）
- 5月4日 - ハッサン・タフティアン、陸上選手
- 5月5日 - ヴィクトリア・ヘクト、フィギュアスケート選手
- 5月6日 - とっくん、YouTuber
- 5月9日 - 山田涼介、アイドル、俳優 (Hey! Say! JUMP)
- 5月10日 - 志田未来、女優
- 5月10日 - ハルストン・セイジ、女優
- 5月11日 - ミゲル・サノ、メジャーリーガー
- 5月13日 - デビー・ライアン、女優
- 5月13日 - ロメル・ルカク、サッカー選手
- 5月14日 - ミランダ・コスグローヴ、歌手
- 5月16日 - IU、歌手、女優
- 5月17日 - 岩本照、アイドル、俳優 (Snow Man)
- 5月19日 - 神木隆之介、俳優
- 5月19日 - 藤澤涼架、ミュージシャン (Mrs. GREEN APPLE)
- 5月20日 - キャロライン・ジャン、フィギュアスケート選手
- 5月20日 - 草田草太、イラストレーター
- 5月25日 - 山口コンボイ、お笑い芸人（ケビンス）
- 5月27日 - ヤス、お笑い芸人（ナイチンゲールダンス）
- 5月28日 - ジョニー・ピーコック、短距離走者
- 5月29日 - 松井ケムリ、お笑い芸人（令和ロマン）
- 5月30日 - セゴレーヌ・ルフェーブル、プロボクサー
- 5月30日 - 髙藤直寿、柔道家
- 5月30日 - 福士蒼汰、俳優、モデル
- 5月31日 - ケンブリッジ飛鳥、陸上競技選手

### 6月
- 6月4日 - フアン・マヌエル・イトゥルベ、サッカー選手
- 6月7日 - 呉念庭、プロ野球選手
- 6月7日 - ジョーダン・フライ、俳優・声優
- 6月7日 - ヨシ・ヘルゲソン、フィギュアスケート選手
- 6月11日 - ホルヘ・アルファーロ、プロ野球選手
- 6月11日 - 間宮祥太朗、俳優、モデル
- 6月13日 - 青山ひかる、タレント
- 6月13日 - デニス・テン、フィギュアスケート選手（+ 2018年）
- 6月14日 - スヴェトラーナ・イサコワ、フィギュアスケート選手
- 6月16日 - パク・ボゴム、俳優
- 6月20日 - ジャンナ・プガチャ、フィギュアスケート選手
- 6月21日 - 高城れに、アイドル、女優（ももいろクローバーZ）
- 6月22日 - ケイディー・デニー、フィギュアスケート選手
- 6月22日 - ロリス・カリウス、サッカー選手
- 6月26日 - アリアナ・グランデ、歌手、女優

### 7月
- 7月1日 - 神山智洋、アイドル、俳優 (WEST.)
- 7月5日 - ホルヘ・ポランコ、メジャーリーガー
- 7月6日 - ペテル・レイトマイェル、フィギュアスケート選手
- 7月7日 - 吉田夕梨花、カーリング選手
- 7月9日 - Ayami、アニソン歌手
- 7月9日 - デアンドレ・イェドリン、サッカー選手
- 7月10日 - カーロン・ジェフリー、俳優
- 7月10日 - 田中ショータイム、お笑い芸人（フースーヤ）
- 7月13日 - のん、女優、モデル
- 7月14日 - 山本彩、元アイドル、歌手、女優（元NMB48、元AKB48）
- 7月15日 - 橋本良亮、アイドル、俳優、歌手
- 7月15日 - ももせもも、グラビアアイドル
- 7月15日 - 吉田正尚、プロ野球選手
- 7月19日 - 歳内宏明、プロ野球選手
- 7月20日 - アリシア・デブナム＝ケアリー、女優
- 7月22日 - 仲村美涼、琉球放送アナウンサー
- 7月26日 - テイラー・モンセン、女優、音楽家
- 7月29日 - 菅沼千紗、声優
- 7月31日 - クリスチャン・ベイヤース、俳優
- 7月31日 - ウィルフレド・レオン、バレーボール選手

### 8月
- 8月3日 - 吉村真晴、卓球選手
- 8月4日 - 白濱亜嵐、ダンサー、俳優(GENERATIONS from EXILE TRIBE, EXILE, PKCZ)
- 8月4日 - サイド・ベラヒーノ、サッカー選手
- 8月6日 - アリグザンドラ・ラウト、フィギュアスケート選手
- 8月6日 - 韓聰、フィギュアスケート選手
- 8月7日 - ふくらP、クイズプレイヤー
- 8月9日 - 近藤健介、プロ野球選手
- 8月10日 - アマンダ・ドブス、フィギュアスケート選手
- 8月10日 - アンドレ・ドラモンド、バスケットボール選手
- 8月10日 - 中島裕翔、アイドル、俳優 (Hey! Say! JUMP)
- 8月11日 - アリソン・ストーナー、女優、歌手
- 8月13日 - アルトゥール・ガチンスキー、フィギュアスケート選手
- 8月13日 - ジョナス・フォルガー、オートバイレーサー
- 8月15日 - アレックス・オックスレイド＝チェンバレン、サッカー選手
- 8月15日 - ドミニク・ハインツ、サッカー選手
- 8月17日 - サラ・ショーストレム、競泳選手
- 8月17日 - ユ・スンホ、俳優
- 8月18日 - 藤井流星、アイドル、俳優 (WEST.)
- 8月18日 - マイア・ミッチェル、女優、歌手
- 8月20日 - 秋元真夏、アイドル、女優（乃木坂46）
- 8月26日 - キキ・パーマー、歌手、女優、声優
- 8月27日 - ザラ・ヘッケン、フィギュアスケート選手
- 8月28日 - シーラ・ナオル、女優、声優
- 8月28日 - フイ、アイドル、音楽プロデューサー (PENTAGON)
- 8月29日 - リアム・ペイン、歌手（元ワン・ダイレクション）(+ 2024年)
- 8月30日 - 登坂絵莉、レスリング選手
- 8月30日 - 廖任磊、プロ野球選手

### 9月
- 9月1日 - イローナ・ミトルセー、歌手
- 9月4日 - ヤニック・フェレイラ・カラスコ、サッカー選手
- 9月5日 - エレオノラ・ビンニチェンコ、フィギュアスケート選手
- 9月6日 - サビーナ・パキエ、フィギュアスケート選手
- 9月9日 - 加藤凌平、体操選手
- 9月9日 - チャーリー・スチュアート、俳優
- 9月13日 - ナイル・ホーラン、ワン・ダイレクション
- 9月15日 - デニス・シュレーダー、バスケットボール選手
- 9月15日 - ナタリヤ・ポポワ、フィギュアスケート選手
- 9月16日 - イワン・ブキン、アイスダンス選手
- 9月18日 - パトリック・シュワルツェネッガー、俳優
- 9月20日 - ユリアン・ドラクスラー、サッカー選手
- 9月26日 - マイケル・キッド＝ギルクリスト、バスケットボール選手
- 9月30日 - ラヴィーナ、シンガーソングライター

### 10月
- 10月2日 - ランス・マッカラーズ・ジュニア、メジャーリーガー
- 10月3日 - オリビア・ジョーンズ、フィギュアスケート選手
- 10月6日 - 朝比奈彩、女優、モデル
- 10月8日 - ガルビネ・ムグルサ、テニス選手
- 10月13日 - 石川界人、声優
- 10月13日 - ティファニー・トランプ、歌手、モデル
- 10月14日 - 永瀬貴規、柔道家
- 10月14日 - 松田和、俳優、タレント
- 10月20日 - 佐藤大宗、近代五種競技選手
- 10月27日 - 檜山沙耶、ウェザーニュースLiveキャスター
- 10月30日 - マーカス・マリオタ、アメリカンフットボール選手

### 11月
- 11月1日 - 新井千鶴、柔道家
- 11月8日 - リビオ・ジャン＝シャルル、バスケットボール選手
- 11月10日 - 坂本誠志郎、プロ野球選手
- 11月10日 - 田所あずさ、声優
- 11月11日 - ヴィッキー・ピリア、レーシングドライバー
- 11月13日 - 服部勇馬、陸上選手
- 11月14日 - サミュエル・ユムティティ、サッカー選手
- 11月14日 - フランシスコ・リンドーア、野球選手
- 11月14日 - マネル・ケイプ、総合格闘家
- 11月14日 - 野村周平、俳優
- 11月15日 - ニコライ・モロシュキン、アイスダンス選手
- 11月15日 - パウロ・ディバラ、サッカー選手
- 11月16日 - ネルソン・セメド、サッカー選手
- 11月17日 - テイラー・ゴールド、スノーボード選手
- 11月19日 - ジョーイ・ギャロ、メジャーリーガー
- 11月19日 - スソ、サッカー選手
- 11月19日 - ルルデス・グリエル・ジュニア、プロ野球選手
- 11月22日 - 成田凌、俳優、モデル
- 11月22日 - ノービ・ハーリーナ、女優、歌手、グループメンバー (Cherrybelle)、アナウンサー
- 11月25日 - ダニー・ケント、オートバイレーサー
- 11月26日 - 金眠泰、サッカー選手
- 11月27日 - 阿部亮平、アイドル、俳優 (Snow Man)
- 11月27日 - エリー・カワムラ、フィギュアスケート選手
- 11月27日 - オーブリー・ピープルズ、女優
- 11月30日 - 佐藤直輝、芸人（豆鉄砲）
- 11月30日 - 知念侑李､アイドル、俳優 (Hey! Say! JUMP)

### 12月
- 12月8日 - アナソフィア・ロブ、女優
- 12月8日 - 木村達成、俳優
- 12月8日 - サファイア・ボイス、女優
- 12月11日 - 青柳晃洋、プロ野球選手
- 12月15日 - 新木優子、女優
- 12月16日 - ローラ・クレトン、女優
- 12月18日 - バイロン・バクストン、メジャーリーガー
- 12月19日 - 立石俊樹、俳優
- 12月20日 - 河村拓哉、クイズプレイヤー
- 12月23日 - 小島瑠璃子、タレント
- 12月23日 - 中村児太郎 (6代目)、歌舞伎役者
- 12月24日 - 西内まりや、女優、ファッションモデル、歌手
- 12月25日 - 武井咲、女優、モデル
- 12月27日 - オリヴィア・クック、女優
- 12月28日 - 新川優愛、女優、モデル
- 12月31日 - ソ・ジュヨン、女優

## ノーベル賞
- 物理学賞 - ラッセル・ハルス、ジョゼフ・テイラー
- 化学賞 - キャリー・マリス
- 生理学・医学賞 - リチャード・ロバーツ、フィリップ・シャープ
- 文学賞 - トニ・モリスン
- 平和賞 - ネルソン・マンデラ、フレデリック・ウィレム・デクラーク
- 経済学賞 - ロバート・フォーゲル、ダグラス・ノース